# Tingye Li
Tingye Li (* 1931 in Nanjing; † 27. Dezember 2012 in Snowbird, Utah) war ein chinesisch-US-amerikanischer Physiker, der sich mit Optik beschäftigte.

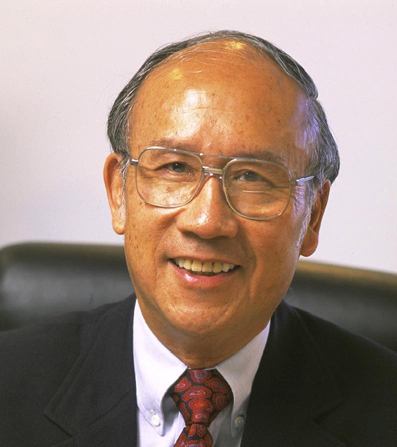
Tingye Li

Li war der Sohn eines chinesischen Diplomaten und zog im Alter von 12 Jahren mit seiner Familie nach Kanada. Er zog danach in die USA und studierte Physik an der University of the Witwatersrand (Bachelor-Abschluss) und wurde an der Northwestern University promoviert. Von 1957 bis zu seinem Ruhestand ab 1998 war er an den Bell Laboratories von AT&T, wo er danach Berater blieb. 1967 bis 1976 war er dort Direktor der Forschungsabteilung Repeater Systems, ab 1976 von Lightwave Media und 1984 bis 1996 von Lightwave Systems. Zuletzt war er Abteilungsleiter (Division Manager) im Communications Infrastructure Research Laboratory. Er lebte in Boulder in Colorado.
Li war einer der ersten Wissenschaftler, die Lasermoden theoretisch untersuchten (mit A. Gardner Fox). Ab den 1960er Jahren war er ein Pionier in der Forschung zur optischen Kommunikation. Ende der 1980er Jahre demonstrierte er Wavelength Division Multiplexing (WDM) und die Verwendung optischer Verstärker in der Kommunikation über Glasfasernetze.
1995 war er Präsident der Optical Society of America (OSA). Er ist Mitglied der National Academy of Engineering, der Academia Sinica in Taiwan und der Chinesischen Ingenieurs-Akademie. 1975 erhielt er den W. R. G. Baker Preis der IEEE und 1997 die Frederic Ives Medal der OSA. 2004 erhielt er den IEEE Photonics Award und 2009 die Edison-Medaille der IEEE. 1995 erhielt er den John Tyndall Award von OSA und IEEE. Er erhielt die ATT Science and Technology Medal.
Sein Schwiegervater K. C. Wu war Gouverneur der Provinz Taiwan.

## Schriften
- Herausgeber Optical Fiber Communications: Fiber Fabrication, Academic Press 1985
- Topics in Lightwave Transmission Systems, Academic Press 1991
- mit Ivan P. Kaminow (Herausgeber): Optical Fiber Telecommunications, Band IV-A, B, Academic Press 2002, Band V - A,B (zusätzlich mit Alan E. Willner), 2008